# Bach Mai-sjukhuset
Bach Mai sjukhuset (vietnamesiska: Bệnh viện Bạch Mai) är Vietnams största sjukhus och ligger i södra delen av Hanoi. Det byggdes av fransmännen 1911 och spelar en viktig roll för sjukvården i norra Vietnam och för utbildning och forskning. Det utsattes för attacker under vietnamkriget.